# جبل صغير (بني ضبيان)

تعديل مصدري - تعديل

جبل صغير هي إحدى قرى عزلة بني ضبيان بمديرية بني ضبيان التابعة لمحافظة صنعاء، بلغ تعداد سكانها 253 نسمة حسب تعداد اليمن لعام 2004.